# Skinienie

Skinienie

Skinienie głową – gest, który w większości kultur oznacza przyzwolenie, zgodę, a także powitanie.
Są jednak kręgi kulturowe, gdzie gest ten ma zgoła odmienne znaczenie, jak to ma miejsce w Bułgarii, Turcji, Albanii, Grecji lub w Indiach, gdzie oznacza zaprzeczenie.
W slangu funkcjonuje również określenie nodding, pochodzące od angielskiego słowa nod (skinienie, pochylenie głowy), które oprócz tego może oznaczać drzemkę, przysypianie, częste zmiany pomiędzy snem a świadomością (w szczególności te występujące po zażyciu zwiększonej dawki opioidów).